# Eliteserien (Dänemark) 1991/92
Die Saison 1991/92 war die siebte Spielzeit der Eliteserien, der höchsten dänischen Eishockeyspielklasse. Meister wurde zum insgesamt fünften Mal in der Vereinsgeschichte der Herning IK. Der Herlev IK stiegen in die 1. division ab.

## Modus
In der Hauptrunde absolvierte jede der acht Mannschaften insgesamt 28 Spiele. Die vier bestplatzierten Mannschaften qualifizierten sich für die Playoffs, in denen der Meister ausgespielt wurde. Der Letztplatzierte stieg in die zweite Liga ab. Für einen Sieg erhielt jede Mannschaft zwei Punkte, bei einem Unentschieden gab es einen Punkt und bei einer Niederlage null Punkte.

## Hauptrunde
|    | Klub                      | Sp | S  | U | N  | T   | GT  | Punkte |
| -- | ------------------------- | -- | -- | - | -- | --- | --- | ------ |
| 1. | Herning IK                | 28 | 24 | 0 | 4  | 198 | 83  | 48     |
| 2. | AaB Ishockey              | 28 | 20 | 1 | 7  | 190 | 109 | 41     |
| 3. | Esbjerg IK                | 28 | 17 | 1 | 10 | 157 | 118 | 35     |
| 4. | Rødovre Mighty Bulls      | 28 | 16 | 2 | 10 | 136 | 106 | 34     |
| 5. | Hellerup IK               | 28 | 13 | 2 | 13 | 124 | 117 | 28     |
| 6. | Frederikshavn White Hawks | 28 | 7  | 2 | 19 | 102 | 172 | 16     |
| 7. | Odense Bulldogs           | 28 | 5  | 2 | 21 | 120 | 233 | 12     |
| 8. | Herlev IK                 | 28 | 4  | 2 | 22 | 102 | 191 | 10     |

Sp = Spiele, S = Siege, U = Unentschieden, N = Niederlagen

## Finalrunde
In den Playoffs setzte sich der Herning IK durch und wurde Meister.